# Eccoptomera emarginata
Eccoptomera emarginata är en tvåvingeart som beskrevs av Friedrich Hermann Loew 1862. Eccoptomera emarginata ingår i släktet Eccoptomera och familjen myllflugor. Inga underarter finns listade i Catalogue of Life.